# Mistrovství světa v boxu 2007
XIV. mistrovství světa v boxu proběhlo v Chicagu, Spojené státy americké ve dnech 23. října až 3. listopadu 2007. Organizátorem turnaje mistrovství světa byla Association Internationale de Boxe Amateur (AIBA).
Mistrovství světa bylo zároveň kvalifikačním turnajem (1. fáze) na olympijské hry v Pekingu v roce 2008.

## Česká stopa
Šéftrenér české reprezentace: Svatopluk Žáček
Na mistrovství světa startovalo za Česko 9 boxerů:
- −51 kg: František Fáber (* 1982) z SKP Sever Ústí nad Labem
- −57 kg: Antonín Lazok (* 1986) z SKP Sever Ústí nad Labem
- −60 kg: Martin Halaš (* 1980) z SKP Sever Ústí nad Labem
- −64 kg: Zdeněk Chládek (* 1990) z SKP Sever Ústí nad Labem
- −69 kg: Štěpán Horváth (* 1982) z SKP Sever Ústí nad Labem
- −75 kg: Jan Sojka (* 1985) z BC Baník 1. Máj Karviná
- −81 kg: Petr Novotný (* 1980) z BC Ostrava
- −91 kg: Lukáš Viktora (* 1984) z SKP Sever Ústí nad Labem
- +91 kg: Vladimír Průša (* ) z SKP Sever Ústí nad Labem

## Výsledky
| Muži   | Zlato                    | Stříbro                    | Bronz                    | Bronz                      |
| ------ | ------------------------ | -------------------------- | ------------------------ | -------------------------- |
| –48 kg | Cou Š'-ming (CHN)        | Harry Tañamor (PHI)        | Amnat Ruenroeng (THA)    | Nordine Oubaali (FRA)      |
| –51 kg | Rau'shee Warren (USA)    | Somjit Jongjohor (THA)     | Vincenzo Picardi (ITA)   | Samir Mammadov (AZE)       |
| –54 kg | Sergej Vodopjanov (RUS)  | Enchbatyn Badar-Úgan (MGL) | McJoe Arroyo (PUR)       | Joseph Murray (ENG)        |
| –57 kg | Albert Selimov (RUS)     | Vasyl Lomačenko (UKR)      | Yakup Kılıç (TUR)        | Li Jang (CHN)              |
| –60 kg | Frank Gavin (ENG)        | Domenico Valentino (ITA)   | Alexej Tiščenko (RUS)    | Kim Song-kuk (PRK)         |
| –64 kg | Serik Sapijev (KAZ)      | Gennadij Kovaljov (RUS)    | Masacugu Kawači (JPN)    | Bradley Saunders (ENG)     |
| –69 kg | Demetrius Andrade (USA)  | Manon Boonjumnong (THA)    | Adem Kılıçcı (TUR)       | Kanat Islam (CHN)          |
| –75 kg | Matvej Korobov (RUS)     | Alfonso Blanco (VEN)       | Bachtijar Artajev (KAZ)  | Serhij Derevjančenko (UKR) |
| –81 kg | Abbos Atoyev (UZB)       | Artur Beterbijev (RUS)     | Daugirdas Šemiotas (LTU) | Erkebulan Šynalijev (KAZ)  |
| –91 kg | Clemente Russo (ITA)     | Rachim Čachkijev (RUS)     | John M'Bumba (FRA)       | Usen Nidžat (CHN)          |
| +91 kg | Roberto Cammarelle (ITA) | Vjačeslav Hlazkov (UKR)    | Čang Č'-lej (CHN)        | Islam Timurzijev (RUS)     |

## Medailová bilance
V boxu se rozdělilo celkem 11 sad medailí.
| Pořadí | Stát                |       | Muži    | Muži  | Muži | Celkem |
| Pořadí | Stát                | Zlato | Stříbro | Bronz |      | Celkem |
| ------ | ------------------- | ----- | ------- | ----- | ---- | ------ |
| 1.     | Rusko (RUS)         |       | 3       | 3     | 2    | 8      |
| 2.     | Itálie (ITA)        |       | 2       | 1     | 1    | 4      |
| 3.     | USA (USA)           |       | 2       | 0     | 0    | 2      |
| 4.     | Čína (CHN)          |       | 1       | 0     | 4    | 5      |
| 5.     | Anglie (ENG)        |       | 1       | 0     | 2    | 3      |
| 5.     | Kazachstán (KAZ)    |       | 1       | 0     | 2    | 3      |
| 7.     | Uzbekistán (UZB)    |       | 1       | 0     | 0    | 1      |
| 8.     | Thajsko (THA)       |       | 0       | 2     | 1    | 3      |
| 8.     | Ukrajina (UKR)      |       | 0       | 2     | 1    | 3      |
| 10.    | Mongolsko (MGL)     |       | 0       | 1     | 0    | 1      |
| 10.    | Filipíny (PHI)      |       | 0       | 1     | 0    | 1      |
| 10.    | Venezuela (VEN)     |       | 0       | 1     | 0    | 1      |
| 13.    | Francie (FRA)       |       | 0       | 0     | 2    | 2      |
| 13.    | Turecko (TUR)       |       | 0       | 0     | 2    | 2      |
| 15.    | Ázerbájdžán (AZE)   |       | 0       | 0     | 1    | 1      |
| 15.    | Japonsko (JPN)      |       | 0       | 0     | 1    | 1      |
| 15.    | Litva (LTU)         |       | 0       | 0     | 1    | 1      |
| 15.    | Severní Korea (PRK) |       | 0       | 0     | 1    | 1      |
| 15.    | Portoriko (PUR)     |       | 0       | 0     | 1    | 1      |
| Celkem | Celkem              |       | 11      | 11    | 22   | 44     |

## 1. fáze olympijské kvalifikace
Mistrovství světa bylo zároveň kvalifikačním turnajem na olympijské hry v Pekingu v roce 2008. Na olympijské hry postupovalo z každé  váhové kategorie prvních 8 zemí. Tedy pro zisk kvalifikáční kvóty boxerům stačilo postoupit do čtvrtfinále.